# Raffaella Lamera
Raffaella Lamera (Romano di Lombardia, 13 aprile 1983) è un'ex altista italiana, allenata da Orlando Motta e Pierangelo Maroni.
Vanta 7 presenze con la Nazionale assoluta collezionate nell'arco di nove anni; ha vinto 6 titoli nazionali assoluti (4 indoor e 2 outdoor) e 11 italiani giovanili (5 indoor e 6 outdoor), titolata in ogni categoria.

## Biografia

### Gli inizi e il primo titolo italiano giovanile
Cresciuta atleticamente nella Libertas Caravaggio, vince il suo primo titolo italiano giovanile nel 1998 da cadetta a Palermo.

### 1999-2002: l'esordio internazionale, doppiette di titoli ai nazionali giovanili, Mondiali ed Europei juniores
Bronzo indoor ed argento all'aperto al primo anno da allieva nel 1999 ai campionati nazionali.
Esordisce a livello internazionale in Danimarca ad Esbjerg al Festival olimpico della gioventù europea non raggiungendo la finale.
Seguono nel triennio 2000-2001-2002 altrettante doppiette di titoli italiani giovanili, una allieve e le altre due juniores.
Nel 2000 gareggia agli assoluti indoor finendo in ottava posizione; al suo primo anno da juniores, nel 2001, fa l'esordio agli assoluti vincendo la medaglia d'argento a Catania.
Agli Europei juniores in Italia a Grosseto non riesce a raggiungere la finale.
Undicesima in finale ai Mondiali juniores di Kingston in Giamaica.

### 2003-2005: altri titoli italiani giovanili, l'esordio con la Nazionale assoluta e gli Europei under 23
2003, al primo anno nella categoria promesse, vince l'argento agli italiani under 23 indoor; sesta e quarta agli assoluti indoor ed outdoor di Rieti.
Il 9 agosto del 2003 ha esordito a Clermont-Ferrand in Francia con la Nazionale seniores in un Incontro internazionale con la Nazionale francese, classificandosi al 2º posto.
Due titoli giovanili ed un argento ai nazionali del 2004: oro agli italiani promesse sia indoor che outdoor, vicecampionessa assoluta all'aperto a Firenze.
Nel 2005 altri due titoli giovanili promesse ed un bronzo assoluto a Bressanone: oro ai nazionali promesse indoor e outdoor, medaglia di bronzo agli assoluti.
Settimo posto agli Europei under 23 in Germania ad Erfurt.

### 2006-2009: i due gravi infortuni e i primi titoli italiani assoluti
Al primo anno nella categoria seniores, è stata bronzo e quarta agli assoluti 2006, rispettivamente indoor ed outdoor di Torino.
Nel corso dell'anno sportivo 2007, pur essendo iscritta agli assoluti indoor, non ha però gareggiato a causa di un grave infortunio. Poi è stata assente agli assoluti di Padova.
Nel 2008 ha conquistato a livello indoor, il suo primo titolo italiano assoluto e poi è stata vicecampionessa agli assoluti di Cagliari.
È stata assente agli assoluti indoor del 2009, a causa di un altro grave infortunio, mentre nell'estate dello stesso anno a Milano si è laureata campionessa d'Italia di salto in alto.

### 2010-2017: altri titoli assoluti, gli Europei, gli Europei indoor, i Mondiali ed il ritiro
Nel 2010 ha conquistato il titolo indoor ad Ancona, mentre ha vinto l'argento all'aperto.
Nello stesso anno, ha partecipato con la Nazionale assoluta agli Europei di Barcellona in Spagna dove però si è fermata al turno di qualificazione.
Doppietta di titoli assoluti, indoor ed outdoor a Torino, nel 2011.
In ambito internazionale non riesce a qualificarsi per la finale sia agli Europei indoor a Parigi in Francia che ai Mondiali a Taegu in Corea del Sud; all'Europeo per nazioni in Svezia a Stoccolma ha terminato all'8º posto.
Ha raggiunto il poker di titoli assoluti indoor nel 2012, mentre all'aperto è stata vicecampionessa a Bressanone.
Ha saltato entrambi gli assoluti 2013 (indoor ed outdoor di Milano) a causa della condropatia rotulea alle ginocchia e gli indoor 2014.
Al suo ritorno agli assoluti all'aperto del 2014 a Rovereto chiude in quinta posizione.
13º posto agli assoluti indoor 2015 e 5º all'aperto a Torino
Nel 2016 è stata assente ad entrambi i campionati italiani assoluti, sia indoor che outdoor di Rieti.
Si è ritirata il 6 maggio del 2017 a Bergamo in occasione della prima fase regionale dei campionati italiani di società.

## Curiosità
- Con 4 vittorie in carriera come Antonietta Di Martino, entrambe sono a pari merito le terze altiste italiane più titolate agli assoluti indoor, dopo Sara Simeoni (9 titoli) ed Antonella Bevilacqua (7).
- È la sesta altista italiana di sempre insieme a Francesca Bradamante, entrambe con un personale di 1,95 metri[14]; è la settima altista italiana indoor all time con 1,90 metri di personal best al pari di altre sei atlete[15].
Considerando la misura di entrambi i primati personali, è la sesta migliore altista italiana di sempre con una media di 1,92 metri, dopo Antonietta Di Martino (2,035 m), Sara Simeoni ed Alessia Trost (1,99 m), Antonella Bevilacqua (1,98 m) e Desirée Rossit (1,94 m).
- È stata la migliore altista italiana juniores indoor all time per quasi dieci anni (1,88 m il 2 febbraio del 2002, sino all'1,89 m di Alessia Trost del 12 febbraio del 2011)[16].
- È la sesta altista italiana allieva indoor di sempre con 1,81 m[17].
- Tra il 2002 ed il 2015 è stata sempre presente, tranne che nel biennio 2013-2014, nella top five stagionale indoor delle liste italiane[18]: primatista nel '02 e '10, seconda nel '05, '07 e '09, terza nel '08, '11 e '12, quarta nel '03, quinta nel '04, '06 e '15.
- Tra il 2001 ed il 2015 è stata sempre presente, tranne che nel triennio 2007-2013-2014, nella top ten stagionale delle liste italiane[19]: seconda nel '05, '09-'11, terza nel '02 e '08, quarta nel '12, quinta nel '01, sesta nel '04, settima nel '06, nona nel '15 e decima nel '03.
- Nel dicembre del 2011 è stata presente in una puntata della trasmissione televisiva "I soliti ignoti" condotta da Fabrizio Frizzi su Rai 1 al Teatro delle Vittorie in Roma[20].

## Progressione

### Salto in alto
| Stagione | Misura | Luogo             | Data      | Rank. Mond. |
| -------- | ------ | ----------------- | --------- | ----------- |
| 2017     | 1,57 m | Bergamo           | 6-5-2017  |             |
| 2016     | 1,68 m | Cinisello Balsamo | 24-9-2016 |             |
| 2015     | 1,79 m | Lodi              | 6-6-2015  |             |
| 2014     | 1,78 m | Rovereto          | 19-7-2014 |             |
| 2012     | 1,86 m | Bressanone        | 7-7-2012  |             |
| 2011     | 1,93 m | Firenze           | 4-6-2011  |             |
| 2010     | 1,95 m | Firenze           | 5-6-2010  |             |
| 2009     | 1,89 m | Milano            | 2-8-2009  |             |
| 2008     | 1,87 m | Cagliari          | 20-7-2008 |             |
| 2006     | 1,83 m | Roma              | 17-6-2006 |             |
| 2005     | 1,89 m | Roma              | 14-5-2005 |             |
| 2004     | 1,83 m | Cesano Maderno    | 15-5-2004 |             |
| 2003     | 1,83 m | Clermont-Ferrand  | 9-8-2003  |             |
| 2002     | 1,86 m | Milano            | 22-6-2002 |             |
| 2001     | 1,84 m | Milano            | 30-6-2001 |             |
| 2000     | 1,78 m |                   |           |             |
| 1999     | 1,80 m |                   |           |             |
| 1998     | 1,71 m |                   |           |             |
| 1997     | 1,65 m |                   |           |             |

### Salto in alto indoor
| Stagione | Misura | Luogo      | Data      | Rank. Mond. |
| -------- | ------ | ---------- | --------- | ----------- |
| 2015     | 1,85 m | Bergamo    | 11-1-2015 |             |
| 2012     | 1,89 m | Ancona     | 25-2-2012 |             |
| 2011     | 1,90 m | Ancona     | 19-2-2011 |             |
| 2010     | 1,90 m | Ancona     | 27-2-2010 |             |
| 2009     | 1,88 m | Caravaggio | 18-1-2009 |             |
| 2008     | 1,86 m | Caravaggio | 20-1-2008 |             |
| 2007     | 1,87 m | Caravaggio | 14-1-2007 |             |
| 2006     | 1,82 m | Ancona     | 18-2-2006 |             |
| 2005     | 1,87 m | Genova     | 6-2-2005  |             |
| 2003     | 1,84 m | Ancona     | 1-2-2003  |             |
| 2002     | 1,88 m | Ancona     | 2-2-2002  |             |
| 2001     | 1,86 m | Caravaggio | 21-1-2001 |             |
| 2000     | 1,81 m |            |           |             |

## Palmarès
| Anno | Manifestazione                           | Sede       | Evento        | Risultato | Misura | Note         |
| ---- | ---------------------------------------- | ---------- | ------------- | --------- | ------ | ------------ |
| 1999 | Festival olimpico della gioventù europea | Esbjerg    | Salto in alto | 16ª       | 1,64 m | [ 1 ] [ 21 ] |
| 2001 | Europei juniores                         | Grosseto   | Salto in alto | 14ª       | 1,81 m | [ 1 ] [ 21 ] |
| 2002 | Mondiali juniores                        | Kingston   | Salto in alto | 11ª       | 1,75 m | [ 22 ]       |
| 2005 | Europei under 23                         | Erfurt     | Salto in alto | 7ª        | 1,84 m | [ 23 ]       |
| 2010 | Europei                                  | Barcellona | Salto in alto | 19ª       | 1,87   | [ 24 ]       |
| 2011 | Europei indoor                           | Parigi     | Salto in alto | 16ª       | 1,85 m | [ 25 ]       |
| 2011 | Mondiali                                 | Taegu      | Salto in alto | 24ª (q)   | 1,85 m | [ 25 ]       |

## Campionati nazionali
- 2 volte campionessa assoluta nel salto in alto (2009, 2011)
- 4 volte campionessa assoluta indoor nel salto in alto (2008, 2010, 2011, 2012)
- 2 volte campionessa promesse nel salto in alto (2004, 2005)
- 2 volte campionessa promesse indoor nel salto in alto (2004, 2005)
- 2 volte campionessa juniores nel salto in alto (2001, 2002)
- 2 volte campionessa juniores indoor nel salto in alto (2001, 2002)
- 1 volta campionessa allieve nel salto in alto (2000)
- 1 volta campionessa allieve indoor nel salto in alto (2000)
- 1 volta campionessa cadette nel salto in alto (1998)

1998
- Oro ai Campionati italiani cadetti e cadetti, (Palermo), Salto in alto[26]

1999
- Bronzo ai Campionati italiani allievi-juniores-promesse indoor, (Ancona), Salto in alto - 1,71 m[21]
- Argento ai Campionati italiani allievi e allieve, (Clusone), Salto in alto - 1,72 m[21]

2000
- Oro ai Campionati italiani allievi-juniores-promesse indoor, (Ancona), Salto in alto - 1,76 m[21]
- 8ª ai Campionati italiani assoluti indoor, (Genova), Salto in alto - 1,78 m[21]
- Oro ai Campionati italiani allievi e allieve, (Viareggio), Salto in alto - 1,76 m[21]

2001
- Oro ai Campionati italiani allievi-juniores-promesse indoor, (Ancona), Salto in alto - 1,82 m[21]
- Oro ai Campionati italiani juniores e promesse, (Milano), Salto in alto - 1,84 m [27]
- Bronzo ai Campionati italiani assoluti, (Catania), Salto in alto - 1,82 m[27]

2002
- Oroai Campionati italiani allievi-juniores-promesse indoor, (Ancona), Salto in alto - 1,88 m [28]
- Oro ai Campionati italiani juniores e promesse, (Milano), Salto in alto - 1,86 m [29]

2003
- Argento ai Campionati italiani allievi-juniores-promesse indoor, (Ancona), Salto in alto - 1,84 m [30]
- 6ª ai Campionati italiani assoluti indoor, (Genova), Salto in alto - 1,80 m[30]
- 4ª ai Campionati italiani assoluti, (Rieti), Salto in alto - 1,80 m[21]

2004
- Oro ai Campionati italiani allievi-juniores-promesse indoor, (Ancona), Salto in alto - 1,82 m[31]
- Oro ai Campionati italiani juniores e promesse, (Rieti), Salto in alto - 1,82 m[32]
- Argento ai Campionati italiani assoluti, (Firenze), Salto in alto - 1,80 m[32]

2005
- Oro ai Campionati italiani allievi-juniores-promesse indoor, (Genova), Salto in alto - 1,87 m [33]
- Oro ai Campionati italiani juniores e promesse, (Grosseto), Salto in alto - 1,87 m[34]
- Bronzo ai Campionati italiani assoluti, (Bressanone), Salto in alto - 1,82 m[34]

2006
- Bronzo ai Campionati italiani assoluti indoor, (Ancona), Salto in alto - 1,82 m [35]
- 4ª ai Campionati italiani assoluti, (Torino), Salto in alto - 1,81 m[36]

2008
- Oro ai Campionati italiani assoluti indoor, (Genova), Salto in alto - 1,83 m[37]
- Argento ai Campionati italiani assoluti, (Cagliari), Salto in alto - 1,87 m [38]

2009
- Oro ai Campionati italiani assoluti, (Milano), Salto in alto - 1,89 m [39]

2010
- Oro ai Campionati italiani assoluti indoor, (Ancona), Salto in alto - 1,90 m [40]
- Argento ai Campionati italiani assoluti, (Grosseto), Salto in alto - 1,90 m[41]

2011
- Oro ai Campionati italiani assoluti indoor, (Ancona), Salto in alto - 1,90 m [42]
- Oro ai Campionati italiani assoluti, (Torino), Salto in alto - 1,88 m[43]

2012
- Oro ai Campionati italiani assoluti e promesse indoor, (Ancona), Salto in alto - 1,89 m [44]
- Argento ai Campionati italiani assoluti, (Bressanone), Salto in alto - 1,86 m [45]

2014
- 5ª ai Campionati italiani assoluti, (Rovereto), Salto in alto - 1,78 m [46]

2015
- 13ª ai Campionati italiani assoluti indoor, (Padova), Salto in alto - 1,72 m[47]
- 5ª ai Campionati italiani assoluti, (Torino), Salto in alto - 1,78 m[48]

## Altre competizioni internazionali
2001
- Argento nell'Incontro internazionale juniores indoor Italia-Francia-Germania-Gran Bretagna, ( Vittel), Salto in alto - 1,79 m[21]

2002
- In finale nel Meeting internazionale under 20 e under 23 indoor, ( Cardiff) Salto in alto - nm[21]
- Oro nell'Incontro internazionale under 20 Italia-Spagna-Gran Bretagna,  Gorizia), Salto in alto - 1,84 m[22]

2003
- Argento nell'Incontro internazionale Francia-Italia, ( Clermont-Ferrand), Salto in alto - 1,83 m [2]

2004
- 4ª nell'Incontro internazionale under 23 Gran Bretagna-Germania-Italia, ( Manchester), Salto in alto - 1,76 m[49]

2007
- Bronzo nell'Incontro internazionale indoor Finlandia-Italia, ( Tampere), Salto in alto - 1,78 m[50]

2009
- Argento nell'Incontro internazionale indoor Italia-Finlandia, ( Tampere), Salto in alto - 1,81 m[51]
- 7ª al Meeting Internazionale Città di Rieti, ( Rieti), Salto in alto - 1,77 m[52]

2010
- 8ª all'ISTAF, ( Berlino), Salto in alto - 1,85 m[53]

2011
- Argento nella Coppa dei Campioni per club, ( Vila Real de Santo António), Salto in alto - 1,89 m[54]
- 8ª nell'Europeo per nazioni, ( Stoccolma), Salto in alto - 1,80 m[25]
- 9ª all'Aviva British Grand Prix, ( Birmingham), Salto in alto - 1,79 m[55]

2012
- 4ª nella Coppa dei Campioni per club, ( Vila Real de Santo António), Salto in alto - 1,75 m[56]